# Minimum Serious
Minimum Serious est un groupe de pop punk français, originaire de Grenoble. Concernant le style musical du groupe, le magazine Vice le considère « à mi-chemin entre le côté pet sur un matelas pneumatique de Bowling for Soup et la période cérébrale de Blink-182 post-« Adam’s Song. »

## Biographie
Nés des cendres de plusieurs formations punk rock et fort de deux albums (Fantastic World, 2000 et Procapitalist, 2001) autoproduits, Minimum Serious sillonne les routes de France pour défendre ses compositions sur scène, à la recherche de nouvelles rencontres avec le public. Après plus d'une centaine de dates, partageant tantôt l'affiche avec leur confrères français, tantôt avec des têtes d'affiches étrangères (Sum 41, Lagwagon, Mad Caddies...), le label Mercury leur accorde sa confiance et envoie le groupe au studio du Manoir, entre les mains de David Salsedo (producteur, mais aussi chanteur du groupe Silmarils) à la réalisation, de Jimi D. (guitariste du dit groupe) et de Clive Martin (producteur de Négresses Vertes, Silmarils, Dolly,…) pour le son. De cette collaboration, Minimum Serious voit alors naître son troisième album éponyme en avril 2004.
En amoureux de la scène, le quatuor s'affaire à une nouvelle tournée de plus de 80 dates qui s'achève en août 2005 par le festival des FrancoFolies de Montréal au Canada. Le groupe enchaîne sur la composition et la réalisation d'un nouvel album : Goodbye California, toujours sous la houlette de David Salsedo et Jimi D. accompagnés cette fois-ci par Philippe Balzé derrière la console. Un clip réalisé par Mark Maggiori est tourné à Los Angeles pour le titre phare : Goodbye California. Il reçoit un bon accueil des chaînes télévisées et le groupe part alors, dans la foulée, défendre son dernier opus en tournée entre mars et décembre 2006.
Sort alors un nouvel album, en 2008, (R)evolution. S'ensuivent quelques concerts pour promouvoir ce nouvel opus. À la suite de nombreuses tensions avec leur label, le groupe choisit de se séparer en 2008, peu de temps après la sortie de cet (ultime) album. Mr Barbecue sévit alors avec le groupe Vera Cruz en tant que guitariste.
Fritz, bassiste du groupe, décède le 30 décembre 2017.

## Membres
- Mr. Barbecue - batterie
- Ced - chant, guitare
- The Guish - guitare
- Fritz - basse, chant (décédé en 2017)